# Пушчино
Пущино (на руски: Пущино) е град, разположен в Московска област, Русия. Населението му към 1 януари 2018 е 20 962 души.